# Diego de Almagro el Mozo
Diego de Almagro, genannt Diego el Mozo („der Junge“), (auch d’Almagro; * um 1520 in Panama; † September 1542 in Cusco) war der Sohn des Konquistadors gleichen Namens.  Er übernahm 1541 kurzzeitig die Macht in Neukastilien (Peru) und rebellierte gegen die spanische Krone. 

## Herkunft
Diego de Almagro „el Mozo“ war der Sohn von Diego de Almagro „el Viejo“ („der Alte“) und einer panamaischen Indianerin. Ein Zeitgenosse, der ihn persönlich kannte, schilderte den 18-Jährigen als einen Jüngling von stattlichem Äußeren und perfekten Reiter, gut erzogen, dem Vater stärker als der indigenen Mutter ähnlich, von dunkler Hautfarbe und fast bartlos.

## In Peru
Sein Vater eroberte gemeinsam mit den Pizarro-Brüdern das Reich der Inka, geriet aber mit ihnen in Streit um die Herrschaft im Land, wurde 1538 von Hernando und Gonzalo Pizarro in der Schlacht von Las Salinas besiegt und bald darauf hingerichtet. 

## Rebellion und Tod
Nach dem gewaltsamen Tod seines Vaters sammelten sich dessen Anhänger (einige Hundert) um den jungen Diego. Am 26. Juni 1541 ermordeten Almagros Anhänger, angeführt von Juan de Rada,  Francisco Pizarro in seinem Haus in Lima. Juan de Rada ließ Almagro zum Generalkapitän von Peru ausrufen. Aus Spanien kam der Oberrichter Cristóbal Vaca de Castro angereist, der die Parteienfehde zwischen Pizarristen und Almagristen schlichten sollte. Für den (mittlerweile eingetretenen) Fall des Todes von Francisco Pizarro hatte der König verfügt, dass Vaca de Castro das Amt des Gouverneurs der Kolonie übernehmen sollte. 
Almagro und viele seiner Anhänger wollten sich dem aber nicht beugen, und es kam zur militärischen Auseinandersetzung. Almagro wurde am 16. September 1542 in der Schlacht von Chupas in der Nähe von Huamanga (Ayacucho) besiegt, nach Cusco gebracht und mit 40 seiner Anhänger hingerichtet.